# Turritopsis polycirrha
La Turritopsis polycirrha Keferstein, 1862 è un idrozoo della famiglia Oceaniidae.

## Descrizione
La medusa adulta misura 4–5 mm di lungo ed ha un diametro simile. È provvista di un numero che va da 80 a 90 tentacoli. Il corpo ha larghi canali radiali e la parte apicale arrotondata; sia lo stomaco che le gonadi sono di colore cremisi. Cellule vacuolate (ossia delimitate da una membrana propria e contenenti una soluzione acquosa) sono presenti in un gruppo compatto ad un estremo del manubrio. 
Sebbene poco si sappia dello stato polipoide della T. polycirrha, tranne che le colonie si sviluppano in stolone e che i rossi polipi hanno radi tentacoli filiformi.
Questa specie è stata spesso confusa con la T. nutricula, presente lungo le coste americane. La separazione fra le due specie è stata stabilita sulla base di differenze nell'estensione dell'endoderma, molto più sviluppato nella T. polycirrha, e nei canali radiali. Le cellule vacuolate del manubrio appaiono diverse nella T. nutricola, in quanto sono chiaramente separate in quattro gruppi.

## Distribuzione e habitat
Si tratta di una specie neritica. La T. polycirrha è presente nel nord Atlantico, nella Manica, lungo le coste della Gran Bretagna e nella parte meridionale del mar del Nord, fino a Helgoland.
Il genere Turritopsis si pensa abbia origini nell'Oceano Pacifico e si è diffuso poi in tutto il mondo per migrazioni trans-artiche, generando specie diverse.

## Ciclo vitale
La T. polycirrha  si può riprodurre sia in modo ermafrodito che dioico e larviparo; in quest'ultimo caso, trasportano le uova fertilizzate e le rilasciano unicamente quando le planule sono completamente formate. Questo comportamento si ritrova nella T. rubra della Nuova Zelanda.
Le meduse adulte si trovano nei mesi autunnali ed invernali, il che fa presumere che le giovani meduse vengano liberate durante l'estate.